# Hydrodendron parasiticum
Hydrodendron parasiticum är en nässeldjursart som först beskrevs av Sars 1873.  Hydrodendron parasiticum ingår i släktet Hydrodendron och familjen Haleciidae. Inga underarter finns listade i Catalogue of Life.